# کارین یمتین
کارین یمتین (سوئدی: Carin Jämtin؛ زادهٔ ۳ اوت ۱۹۶۴) سیاستمدار اهل سوئد است. وی از سیاست‌مداران سابق این کشود بود که از سال ۲۰۱۷ مدیر کل آژانس توسعه بین‌المللی سوئد است. او از مارس ۲۰۱۱ تا زمان استعفای خود در اوت ۲۰۱۶ در حزب کارگران سوسیال دموکرات سوئد خدمت کرد و قبلاً به عنوان وزیر امور خارجه در دولت سوئد در توسعه بین‌المللی بین سال‌های ۲۰۰۳ تا ۲۰۰۶ خدمت کرده‌است. او از سال ۲۰۱۴ تا ۲۰۱۷ نماینده استکهلم بود. وی در ۱۶ اوت ۲۰۱۶، اعلام کرد که قصد کناره‌گیری دارد.

## پیشینه
کارین یمتین در دانشگاه استکهلم، بدون کسب مدرک تحصیل کرد. او حرفه سیاسی خود را در لیگ جوانان سوسیال دموکرات سوئد آغاز کرد و از سال ۱۹۹۰ تا ۱۹۹۲ عضو هیئت‌مدیره این سازمان بود و پس از آن به عنوان خزانه‌دار و منشی این سازمان کار کرد.قبل از انتصاب در سال ۲۰۰۳، کارین به عنوان معاون دبیرکل مرکز بین‌المللی اولاف پالمه فعالیت داشت.